# Juice=Juice 稲場愛香のmanakan Palette Box
『Juice=Juice 稲場愛香のmanakan Palette Box』（ジュースジュース いなばまなかのまなかんパレットボックス）は、エフエム北海道（AIR-G'）で放送しているラジオ番組。

## 概要
アイドルグループ・Juice=Juiceの稲場愛香（札幌市出身）がメイク、ネイル、ファッションなどの情報を発信し、オシャレ大好きな女の子に届けていく番組。Juice=Juiceとしての活動報告や、稲場が気になった、またはオススメしたいものについても話している。
Twitterのハッシュタグは「#まなかんパレット」。番組オリジナルのラジオネームとして「パレットネーム」を用いている。番組の締めの一言は「明日も頑張りまなかん!」。
稲場は2019年3月末まで同局の『IMAREAL』内の『稲場愛香のまなりある』を担当していた。
2022年4月28日の放送で稲場のJuice=Juice卒業に伴い、同年5月26日で最終回となることが発表され、予定通り番組は終了を迎えた。
なお、稲場は2022年7月から同局にて『paseo Final Walkers』の週替わりパーソナリティを担当している。

## パーソナリティ
- 稲場愛香（Juice=Juice）

## 放送時間
- 2019年4月4日 - 、 エフエム北海道（AIR-G'）毎週木曜日 21:30 - 21:55

## 番組コーナー
まなかんポーチ
稲場が女の子に欠かせないメイクやネイルといったオシャレトークを繰り広げるコーナー。
まなかんEYE
稲場がオススメしたい映画や本、ダンスなどについて話すコーナー。
メッセージテーマ
毎月、メッセージテーマを設け、リスナーの意見を募集している。
チャレンジコーナー
番組最後に稲場がムチャぶりやイントロクイズなどにチャレンジするミニコーナー。

## ゲスト
2019年
- 第16回（7月25日） - ヤバイTシャツ屋さん[42]

2020年
- 第87回（11月26日） - 上々軍団 ※まなかんEYEのコーナーを乗っ取る形で登場した[43]。

2021年
- 第110回（5月6日） - 金澤朋子（Juice=Juice）※コメント出演[44]
- 第111回（5月13日） - 段原瑠々（Juice＝Juice）※コメント出演[45]
- 第112回（5月20日） - 工藤由愛（Juice＝Juice）※コメント出演[46]
- 第113回（5月27日） - 井上玲音（Juice＝Juice）※コメント出演[47]
- 第123回（8月5日） - 窪田七海（ハロプロ研修生ユニット）[48]
- 第143回（12月23日） - 植村あかり（Juice=Juice）※コメント出演[49]
- 第144回（12月30日） - 段原瑠々（Juice=Juice）※コメント出演[50]

2022年
- 第145回（1月6日） - 井上玲音（Juice=Juice）※コメント出演[51]
- 第146回（1月13日） - 松永里愛（Juice=Juice）※コメント出演[52]
- 第147回（1月20日） - 工藤由愛（Juice=Juice）※コメント出演[53]
- 第148回（1月27日） - 有澤一華、入江里咲、江端妃咲 ※コメント出演[54]
- 第160回（4月28日） - 工藤由愛[4]

## エピソード
- 第39回（2020年1月2日）では通常コーナーをお休みし、ムチャぶりの書かれたすごろくで楽しむ企画を放送した[55]。
- 第40回（2020年1月9日）では『Juice=Juice 稲場愛香バースデーイベント2019』の会場でファンにインタビューをした模様を放送した[56]。
- 2021年5月はJuice=Juiceのメンバーが週替わりでコメント出演した[44]。
- 2021年6月のメッセージテーマ「雨の日に聞きたい曲といえば?」がJuice=Juiceのメンバーである井上玲音のラジオ番組『井上玲音のMusic Letters』（エフエム富士）の6月のリクエストコーナーのテーマと偶然、同じであった。